# Ferenc Kiss (zápasník)
Ferenc Kiss (5. ledna 1942, Nick, Maďarsko - 8. září 2015 Budapešť) byl maďarský zápasník, reprezentant v zápase řecko-římském. Držitel bronzové medaile z olympijských her, dvou stříbrných medailí z mistrovství světa a dvou zlatých a jedné stříbrné z mistrovství Evropy. Po ukončení aktivní sportovní kariéry se věnoval trenérské práci.